# Gare de Carmaux
Gare de Carmaux vasútállomás Franciaországban, Carmaux településen.

## Vasútvonalak
Az állomást az alábbi vasútvonalak érintik:
- Castelnaudary–Rodez-vasútvonal
- Railroad Line Carmaux-Rodez

## Kapcsolódó állomások
A vasútállomáshoz az alábbi állomások vannak a legközelebb:
- Gare d’Albi-Madeleine
- Gare de Tanus